# Colin McRae
Colin Steele McRae (ur. 5 sierpnia 1968 w Lanark, zm. 15 września 2007 tamże) – szkocki kierowca rajdowy. Syn Jimmy’ego McRae, pięciokrotnego rajdowego mistrza Wielkiej Brytanii. Pierwszy brytyjski rajdowy mistrz świata. Colin McRae był jednym z najsłynniejszych kierowców rajdowych na świecie.
Jego nazwiskiem promowana była seria gier komputerowych Colin McRae Rally, produkowanych przez Codemasters.

## Życiorys
Zadebiutował w rodzimej mu Szkocji w 1986 r. za kierownicą Talbot Sunbeam. Rok później wystartował po raz pierwszy w mistrzostwach świata i za kierownicą Vauxhalla Nova zajął 36. miejsce.
W 1989 r. McRae odniósł zwycięstwo w mistrzostwach Wielkiej Brytanii jadąc samochodem Peugeot 309 GTi. W 1990 r. wygrał pierwszy rajd do mistrzostw Wielkiej Brytanii, a w całym cyklu wywalczył tytuł wicemistrza. W kolejnym roku Colin McRae przeszedł do Subaru.
Z japońską marką Colin osiągnął swoje największe sukcesy. W latach 1991 i 1992 zdobył mistrzostwo Wielkiej Brytanii. W 1993 r. wygrał swój pierwszy rajd w mistrzostwach świata, Rajd Nowej Zelandii. Dwa lata później został najmłodszym mistrzem świata w wieku 27 lat i 78 dni. W 1996 za wybitne osiągnięcia sportowe został odznaczony Orderem Imperium Brytyjskiego V klasy (MBE).
Pięciokrotnie brał udział w zawodach o nazwie Race of Champions, wygrywając je w 1998 roku. W 1999 r. McRae przeszedł do zespołu Forda, a w 2003 r. dołączył do ekipy Citroëna. W 2004 roku wystąpił w wyścigu 24h Le Mans. W latach 2004 i 2005 brał udział w Rajdzie Dakar. W sezonie 2005 wrócił na dwa rajdy do mistrzostw świata. W rajdach Walii (7. miejsce) i Australii startował dla zespołu Škody. W sezonie 2006 podczas Rajdu Turcji zastąpił kontuzjowanego Sébastiena Loeba w Citroënie Xsara WRC z nr 1. McRae nie ukończył jednak tego rajdu; zrezygnował z powodu awarii na 18. odcinku specjalnym.
W latach 2006 i 2007 brał udział jako kierowca rajdowy w X Games (Igrzyska Sportów Ekstremalnych) w Stanach Zjednoczonych.
15 września 2007 r. Colin McRae zginął w katastrofie pilotowanego przez siebie śmigłowca Eurocopter AS 350 B2 Écureuil. Pozostałe trzy ofiary to pasażerowie maszyny: 5-letni syn Colina, Johnny Gavin McRae, 6-letni kolega Johnny’ego, Ben Porcelli, oraz przyjaciel rodziny, Graeme Duncan.

## Zwycięstwa w rajdach WRC[6]
| Nr | Temporada | Rajd                       | Pilot        | Samochód           |
| -- | --------- | -------------------------- | ------------ | ------------------ |
| 1  | 1993      | 23. Rajd Nowej Zelandii    | Derek Ringer | Subaru Legacy RS   |
| 2  | 1994      | 24. Rajd Nowej Zelandii    | Derek Ringer | Subaru Impreza     |
| 3  | 1994      | 50. Rajd Wielkiej Brytanii | Derek Ringer | Subaru Impreza     |
| 4  | 1995      | 25. Rajd Nowej Zelandii    | Derek Ringer | Subaru Impreza     |
| 5  | 1995      | 51. Rajd Wielkiej Brytanii | Derek Ringer | Subaru Impreza     |
| 6  | 1996      | 43. Rajd Grecji            | Derek Ringer | Subaru Impreza     |
| 7  | 1996      | 38. Rajd San Remo          | Derek Ringer | Subaru Impreza     |
| 8  | 1996      | 32. Rajd Hiszpanii         | Derek Ringer | Subaru Impreza     |
| 9  | 1997      | 45. Rajd Safari            | Nicky Grist  | Subaru Impreza WRC |
| 10 | 1997      | 41. Rajd Korsyki           | Nicky Grist  | Subaru Impreza WRC |
| 11 | 1997      | 39. Rajd San Remo          | Nicky Grist  | Subaru Impreza WRC |
| 12 | 1997      | 10. Rajd Australii         | Nicky Grist  | Subaru Impreza WRC |
| 13 | 1997      | 53. Rajd Wielkiej Brytanii | Nicky Grist  | Subaru Impreza WRC |
| 14 | 1998      | 31. Rajd Portugalii        | Nicky Grist  | Subaru Impreza WRC |
| 15 | 1998      | 42. Rajd Hiszpanii         | Nicky Grist  | Subaru Impreza WRC |
| 16 | 1998      | 45. Rajd Grecji            | Nicky Grist  | Subaru Impreza WRC |
| 17 | 1999      | 47. Rajd Safari            | Nicky Grist  | Ford Focus WRC     |
| 18 | 1999      | 32. Rajd Portugalii        | Nicky Grist  | Ford Focus WRC     |
| 19 | 2000      | 36. Rajd Hiszpanii         | Nicky Grist  | Ford Focus WRC     |
| 20 | 2000      | 47. Rajd Grecji            | Nicky Grist  | Ford Focus WRC     |
| 21 | 2001      | 21. Rajd Argentyny         | Nicky Grist  | Ford Focus WRC     |
| 22 | 2001      | 29. Rajd Cypru             | Nicky Grist  | Ford Focus WRC     |
| 23 | 2001      | 48. Rajd Akropolis         | Nicky Grist  | Ford Focus WRC     |
| 24 | 2002      | 49. Rajd Akropolis         | Nicky Grist  | Ford Focus WRC     |
| 25 | 2002      | 50. Rajd Safari            | Nicky Grist  | Ford Focus WRC     |